# Ланфранко, Джованни
Джованни Ланфранко (итал. Giovanni Lanfranco; 26 января 1582, Парма — 30 ноября 1647, Рим) — итальянский живописец болонской школы, мастер фресковых росписей, алтарных картин. Рисовальщик и офортист.

## Биография
Джованни Ланфранко учился в Болонье, мальчиком был определён пажом на службу к графу Орацио Скотти ди Монтальбо в Пьяченце. Последний, обнаружив в юноше талант к рисованию, доверил его в качестве ученика Агостино Карраччи в Парме, где последний работал у герцога Рануччо I Фарнезе. После смерти Агостино Карраччи в 1602 году, в возрасте двадцати лет Джованни уехал в Рим и поступил в школу Аннибале Карраччи, который содействовал своему ученику в получении заказов на оформление Палаццо Фарнезе. Затем Ланфранко жил и работал в родном городе, а также в Пьяченце, а затем вернулся в Рим и оставался там более двадцати лет. Его растущая репутация принесла ему многочисленные частные заказы и запрестольные образы для различных церквей в Италии, включая собор Пьяченцы и церковь Санта-Мария-дель-Кармине в Орвието.
Его растущая слава обеспечила ему обилие заказов. Ланфранко стал писать свои картины в беглой и даже несколько небрежной манере. В 1615 году он выполнил крупный заказ в Риме, украсив Капеллу Бонджованни в церкви Сант-Агостино фреской купола «Вознесение Девы с четырьмя пророками», где также написал запрестольный образ и настенные фрески.
В 1634 году последовала работа по росписи церкви ордена иезуитов «Иль Джезу Нуово» в Неаполе. По возвращении в Рим художнику покровительствовали папа Павел V и папа Урбан VIII.
Главной работой Ланфранко начала 1620-х годов является украшение Капеллы Саккетти, или Капеллы Распятия (Cappella del Crocifisso), в церкви Сан-Джованни-деи-Фиорентини, которое он завершил в 1623—1624 годах купольной фреской с изображением Вознесения Христа и пророков, а также люнетами и двумя панно на тему Страстей Христа. Одной из самых известных и успешных его картин этого периода является «Экстаз блаженной Маргариты да Кортона» (1622), которая ныне экспонируется в Палаццо Питти во Флоренции и, возможно, послужила примером для знаменитой скульптурной группы Джанлоренцо Бернини «Экстаз святой Терезы» в капелле Корнаро римской церкви Санта-Мария-делла-Виттория (1645—1652).
Примерно в 1624—1625 годах Ланфранко создал цикл картин для Капеллы причастия в церкви Сан-Паоло-фуори-ле-Мура, в который вошли восемь картин маслом, в том числе «Тайная вечеря» и сцены из Ветхого и Нового Заветов, ныне разбросанные по музеям мира. Однако его самая важная и крупная работа в Риме — купольная фреска «Вознесение Девы Марии с Ангельской Славой» в церкви Сант-Андреа-делла-Валле (1625—1627). Это произведение считается «ключевой работой» римского барокко. Уже 30 июня 1627 года папа Урбан VIII осмотрел законченное произведение, вызвавшее его восхищение: «Оно представляет собой необъятное небесное пространство и заканчивается славой, свет которой исходит от главного героя, Вечного Отца». В 1628 году он также создал большой запрестольный образ «Смерть блаженного Андреа Авеллино» в правом трансепте церкви Сант-Андреа-делла-Валле.
Для Собора Святого Петра папа Урбан VIII в 1628 году заказал Ланфранко фреску, изображающую апостола Петра с Христом, идущими по морю для «Алтаря де ла Навичелла» (Аltar de La Navicella), в качестве замены старой картины Бернардо Кастелло (оригинал Ланфранко в 1727 году был заменен мозаикой). За это произведение Урбан VIII наградил художника Oрденом Христа.
В 1631 году Ланфранко был назван главой (principe) Академии Святого Луки, в этой должности он сменил Дж. Л. Бернини.
В базилике Святого Петра между 1629 и 1632 годами по заданию кардинала Франческо Барберини Ланфранко создал фреску свода «Слава Креста» и сцены Страстей в Капелле Распятия (Cappella del Crocifisso). Знаменитой картиной Ланфранко является «Венера, играющая на арфе» (Национальная галерея старого искусства, Рим), которую он написал в начале 1630-х годов вместе с двумя другими картинами для Марко Мараццоли (1602—1662), арфиста и композитора. Успех художника был столь велик, что он выполнял многочисленные заказы в разных городах Италии, в том числе в Неаполе, Лукке, Пистойе, Перудже и Сполето, а также в Аугсбурге, Люцерне.
Ланфранко оставался в Неаполе в течение двенадцати лет, где создал ряд других важных картин и фресок: в куполе знаменитой капеллы дель Тезоро ди Сан-Дженнаро (Сокровищницы Святого Януария) городского Собора, фреску плафона в Чертоза-ди-Сан-Мартино (1637—1638). Между 1638 и 1646 годами он почти полностью расписал неаполитанскую церковь Санти-Апостоли (позже Бенаски расписал только купол). Среди его неаполитанских заказчиков был испанский вице-король Неаполя Мануэль де Суньига-и-Фонсека, для которого Ланфранко между 1634 и 1638 годами написал семь картин цикла из истории Рима, а также для короля Испании Филиппа IV и его дворца Буэн Ретиро; большинство этих картин сейчас находится в Прадо в Мадриде.
Ланфранко также работал с 1643 года для архиепископа Неаполя кардинала Асканио Филомарино над украшениями Дворца архиепископа Неаполя (Palazzo arcivescovile). Он также продолжал создавать запрестольные образы для церквей в других частях Италии, таких как Лукка и Пистоя. Ближе к концу своего пребывания в Неаполе, в 1646 году Ланфранко также написал фрески в капелле вице-короля Родриго Понсе де Леона в Палаццо Реале, разрушенной во время Второй мировой войны при бомбардировке Неаполя 14 августа 1943 года. В конце 1646 года живописец вернулся с семьей в Рим, где жил со своим братом Эгидио в районе Трастевере. Его последней работой была фреска апсиды церкви Сан-Карло-аи-Катинари в Риме.
Джованни Ланфранко умер в Риме 29 ноября 1647 года в возрасте шестидесяти пяти лет и был похоронен на следующий день в церкви Санта-Мария-ин-Трастевере.

## Особенности индивидуального стиля
Являясь типичным представителем болонской школы, Джованни Ланфранко писал преимущественно картины и фрески на религиозные сюжеты. Наиболее ценным и оригинальным достижением считают его фрески, особенно в куполах церкви Сант-Андреа-делла-Валле в Риме и в Капелле ди Сан-Дженнаро в Неаполе, которые являются своеобразным развитием достижений Корреджо в Парме. После своего возвращения в Рим в 1612 году Ланфранко соревновался с другими учениками и помощниками братьев Карраччи, включая Гвидо Рени, Доменикино и Франческо Альбани, за «римское первенство». Рени, однако, вскоре должен был уехать в Неаполь, а затем в Болонью. В течение следующих десятилетий в Риме, в течение 1620-х годов, Ланфранко и Доменикино вели соперничество за главные заказы на фрески. В 1640-х годах, когда работали над важными заказами, Джованни Ланфранко был занят менее ответственными поручениями, в том числе под руководством Гвидо Рени выполнял заказы кардинала Шипионе Боргезе. Последней работой Джованни Ланфранко были росписи конхи апсиды в церкви Сан-Карло-аи-Катинари с образом Святого Карла, приветствуемого на небесах (1646).
В более общем смысле Ланфранко можно понимать как «художника божественного света»: во многих своих самых важных работах, как фресках, так и картинах маслом, он изображал религиозные видения и экстазы, а также образы «Взятия Мадонны на небо» (Assumptio), которые он изображал в блестящей золотой гамме, оттеняющей неземной свет — не в обращении к традиционно-средневековому золотому фону, а в новом живописном, свойственном стилю барокко, особенно в сильных ракурсах, приёмов «живописи под потолок» (итал. pittura di sotto in su) c эффектами «обманчивого глаза» или «тромплёя» (фр. trompe-l'œil — обманчивый глаз, обманчивая видимость). Таким образом его индивидуальный стиль эволюционировал от болонской школы братьев Карраччи к манере письма Пьетро да Кортона — выдающегося художника эпохи барокко.
В зрелых произведениях Ланфранко по-своему сочетал классическую элегантность Рафаэля с очарованием Корреджо. Его картины маслом демонстрируют «смелое воображение и яркий цвет», нанесение краски кажется лёгким и слегка уплощённым. свет и тень чётко проработаны, фигуры пластичны, они движутся естественно и живо. Время от времени, примерно до 1620 года, Ланфранко склонялся к живописи тенеброзо, но никогда не терял своей оригинальности. Сохранилось более пятидесяти рисунков, выполненных чёрным мелом на серо-коричневой или голубоватой бумаге.
Ланфранко оказал значительное влияние на неаполитанскую живопись, в частности на Массимо Станционе, а также на искусство Луки Джордано. Среди его учеников был Джачинто Бранди. Одной из учениц Ланфранко была художница Катерина Джиннази.
В Санкт-Петербургском Эрмитаже имеются четыре картины Джованни Ланфранко.

## Галерея
- Воскресение. 1622. Холст, масло. Пистоя
- Экстаз блаженной Маргариты да Кортона. 1622. Холст, масло. Палаццо Питти, Флоренция
- Благовещение. Между 1610 и 1630 гг. Медь, масло. Государственный Эрмитаж, Санкт-Петербург
- Вознесение Девы Марии с Ангельской Славой. Роспись купола церкви Сант-Андреа-делла-Валле в Риме. 1625—1627. Изображения четырёх евангелистов в пандативах — работа Доменикино. 1627
- Коронование Девы со святыми Августином и Вильгельмом Аквитанским. Ок. 1616. Холст, масло. Лувр, Париж
- Агарь в пустыне. 1630-е гг. Холст, масло. Лувр, Париж
- Анжелика и Медоро. 1633—1634. Холст, масло. Национальный музей изящных искусств, Рио-де-Жанейро